# Sveti Bartul
Sveti Bartul is een plaats in de gemeente Raša in de Kroatische provincie Istrië. De plaats telt 185 inwoners (2001).